# Liste der Kulturdenkmale in Wengelsdorf
Die Liste der Kulturdenkmale in Wengelsdorf enthält die Kulturdenkmale des Landesamtes für Denkmalpflege und Archäologie in Sachsen-Anhalt in der Weißenfelser Ortschaft Wengelsdorf und ist eine Teilliste der Liste der Kulturdenkmale in Weißenfels. Grundlage ist das Denkmalverzeichnis des Landes Sachsen-Anhalt, das auf Basis des Denkmalschutzgesetzes des Landes Sachsen-Anhalt, welches am 21. Oktober 1991 durch das Landesamt erstellt und seither laufend ergänzt wurde (Stand: 31. Dezember 2022).

## Legende
In den Spalten befinden sich folgende Informationen:
- Lage: Nennt den Straßennamen und wenn vorhanden die Hausnummer des Kulturdenkmals. Die Grundsortierung der Liste erfolgt nach dieser Adresse. Der Link „Karte“ führt zu verschiedenen Kartendarstellungen und nennt die geographischen Koordinaten.
Link zu einem Kartenansichtstool, um Koordinaten zu setzen. In der Kartenansicht sind Baudenkmale ohne Koordinaten mit einem roten bzw. orangen Marker dargestellt und können in der Karte gesetzt werden. Baudenkmale ohne Bild sind mit einem blauen bzw. roten Marker gekennzeichnet, Baudenkmale mit Bild mit einem grünen bzw. orangen Marker.
- Offizielle Bezeichnung: Nennt den Namen, die Bezeichnung oder zumindest die Art des Kulturdenkmals und verlinkt, soweit vorhanden, auf den Artikel zum Objekt.
- Beschreibung: Nennt bauliche und geschichtliche Einzelheiten des Kulturdenkmals, vorzugsweise die Denkmaleigenschaften.
- Erfassungsnummer: Für jedes Kulturdenkmal wird in Sachsen-Anhalt eine 20stellige Erfassungsnummer vergeben. Die letzten zwölf Ziffern werden für die Untergliederung nach Teilobjekten genutzt und werden nur angegeben, soweit vergeben. In dieser Spalte kann sich folgendes Icon  befinden, dies führt zu Angaben zu diesem Baudenkmal bei Wikidata.
- Ausweisungsart: Die Einordnung des Denkmales nach § 2 Abs. 2 DenkmSchG LSA
- Bild: Ein Bild des Denkmales, und gegebenenfalls einen Link zu weiteren Fotos des Kulturdenkmals im Medienarchiv Wikimedia Commons. Wenn man auf das Kamerasymbol klickt, können Fotos zu Kulturdenkmalen aus dieser Liste hochgeladen werden:

## Kulturdenkmale

### Wengelsdorf
| Lage                                                           | Bezeichnung                | Beschreibung | Erfassungs- nummer | Ausweisungsart | Bild           |
| -------------------------------------------------------------- | -------------------------- | --- | ------------------ | -------------- | -------------- |
| Platz der DSF (Karte)                                          | Kriegerdenkmal Wengelsdorf | Denkmal zur Erinnerung an die Einigungskriege 1864, 1866 und 1870/71, errichtet 1891, mit einer Ergänzungstafel für die Gefallenen des Ersten Weltkriegs | 094 12166          | Baudenkmal     | Weitere Bilder |
| südlich des Ortes (Karte)                                      | Mühle                      | | 094 12169          | Baudenkmal     | Weitere Bilder |
| Auenstraße 1, 2, 3, 4, 5, 6, 7, Dürrenberger Straße 42 (Karte) | Straßenzug                 | | 094 12171          | Denkmalbereich | BW             |
| Bergstraße 8 (Karte)                                           | Pfarrhaus                  | | 094 12168          | Baudenkmal     | Pfarrhaus      |
| Dürrenberger Straße (Karte)                                    | Kirche                     | | 094 12172          | Baudenkmal     | Weitere Bilder |
| Dürrenberger Straße 21 (Karte)                                 | Rittergut                  | | 094 12173          | Baudenkmal     | Weitere Bilder |
| Hans-von-Biesenrodt-Straße 6 (Karte)                           | Bauernhof                  | | 094 12167          | Baudenkmal     | BW             |

## Ehemalige Kulturdenkmale
| Lage                                  | Bezeichnung | Beschreibung                                                            | Erfassungs- nummer | Ausweisungsart | Bild           |
| ------------------------------------- | ----------- | ----------------------------------------------------------------------- | ------------------ | -------------- | -------------- |
| Am Berge 9, südlich des Ortes (Karte) | Mühle       | Windmühle, nach Zerstörung 2019 aus dem Denkmalverzeichnis ausgetragen. | 094 12170          | Baudenkmal     | Weitere Bilder |